# アエロポス1世
アエロポス1世（希：Ἀέροπος Αʹ , ラテン文字転記：Aeropos I, 在位：紀元前602年 - 紀元前576年）は、アルゲアス朝のマケドニア王である。
アエロポス1世は先代の王ピリッポス1世の子で、次代の王アルケタス1世の父である。アエロポスは幼くして王位についたが、幼い王を侮ったイリュリア人がマケドニアに侵入してきた。マケドニア軍はイリュリア人と戦って一度は敗れたものの、王を最前線のすぐ後ろにおいて再び戦った。この時兵士たちは幼い王を守ろうと奮戦したため、イリュリア人に勝利した。

## 註
1. ↑  ヘロドトス, VIII. 139
2. ↑  ユスティヌス, VII. 2